# Рингедалсфоссен
Рингедалсфоссен (норв. Ringedalsfossen; устар. Скьеггедалсфоссен — норв. Skjeggedalsfossen) — осушёный водопад на реке Нюбуой (норв. Nybuåi) в водотоке Тиссо (норв. Tysso) в муниципалитете Улленсванг на западе Норвегии. Водопад расположен в восточной части озера Рингедалсватнет. Водопад имеет общую высоту падения 420 метров, самый высокий вертикальный перепад составляет около 160 метров.
Водоток регулируется гидроэнергетикой, и поток воды, который раньше шёл в Рингедальсфоссен, теперь идёт на электростанцию Тиссо II. Поэтому водопад в основном всегда сухой, за исключением периодов сильных дождей и переполнения водохранилищ.